# Uatu mac Áedo
Uatu mac Áedo (mort en 601/602) est un roi de Connacht issu des Uí Briúin une branche des Connachta . Il est le fils de Áed mac Echach Tirmcharnai (mort en 577).

## Contexte
Les « Listes de Rois » placent son règne après celui de son père tué en 577. Francis John Byrne accepte ce point de vue mais souligne que les Annales d'Ulster ne le désignent pas comme Roi lors de l'obit  de sa mort il estime que les premiers rois Uí Briúin n'ont de ce fait pas contrôlé la royauté régionale du Connacht. Son fils Rogallach mac Uatach (mort en 649) sera ultérieurement roi de Connacht.

## Sources
- (en) Francis John Byrne, Irish Kings and High-Kings, Londres, Batsford, 1973 (ISBN 0-7134-5882-8).
- (en) T.W Moody, F.X. Martin et F.J. Byrne, A New History of Ireland IX Maps, Genealogies, Lists. A companion to Irish History part II, Oxford, Oxford University Press, 2011, 690 p. (ISBN 978-0-19-959306-4).